# Принцесса пересекает океан
«Принцесса пересекает океан» (англ. The Princess Comes Across) — американский кинофильм 1936 года режиссёра Уильяма К. Ховарда. В главных ролях Кэрол Ломбард и Фред Макмюррей. Фильм основан на романе Луи Люсьена Роггера «Халалкабин» (A Halálkabin) 1935 года, псевдониме Ласло Айгнера и Луи Акзе.

## Сюжет
Шведская принцесса в сопровождении компаньонки направляется на трансатлантическом лайнере в Америку для съёмок в голливудском фильме. Солист джазового оркестра со своим менеджером плывёт туда же для заключения контракта. Тем временем, несколько международных детективов вычисляют на борту преступника.
Каждый из находящихся на корабле имеет свой секрет. В конце концов, улики начинают указывать на принцессу и джазмена. Чтобы оправдать себя, они должны найти преступника первыми.

## В ролях
- Кэрол Ломбард — принцесса Ольга
- Фред Макмюррей — Мантелл
- Дуглас Дамбрилл — инспектор Лорель
- Элисон Скипворт — леди Гертруда Элвин
- Джордж Барбье — капитан Николс
- Уильям Фроули — Бентон
- Портер Холл — Роберт М. Дарси
- Ламсден Хейр — инспектор Крэгг
- Зиг Руман — инспектор Штайндорф
- Миша Ауэр — инспектор Моревич
- Тэцу Комай — инспектор Кавати
- Брэдли Пейдж — незнакомец

## Производство
Изначально рабочее название фильма было «Concertina». Планировалось объединить Ломбард и Джорджа Рафта в третий раз. Но так как Рафт был временно отстранен от работы, студия вновь соединила в кадре Ломбард и Макмюррей, которые вместе в 1935 году снялись в эксцентрической комедии «Hands Across the Table». Они сыграли вместе ещё дважды — в «Принцесса пересекает океан» и «Чистосердечное признание» 1937 года. 